# Centre de Recerca Atòmica Bhabha
El Centre de Recerca Atòmica Bhabha, també conegut per les sigles BARC (en anglès: Bhabha Atomic Research Center, en hindi:भाभा परमाणु अनुसंधान केंद्र), és la principal instal·lació d'investigació nuclear de l'Índia, amb seu a Trombay, Bombai, Maharashtra. El BARC és un centre de recerca multidisciplinari amb una àmplia infraestructura de recerca avançada i desenvolupament que abasta tot l'espectre de ciències nuclears, enginyeria i àrees relacionades.
El principal mandat del BARC és mantenir les aplicacions pacífiques de l'energia nuclear, principalment per a la generació d'energia. Gestiona tots els productes de generació d'energia nuclear, des del disseny teòric dels reactors fins a la modelització i simulació informàtica, anàlisi de riscos, desenvolupament i proves de nous materials de combustible del reactor, etc. També fa recerca en el processament de combustible gastat i l'eliminació segura de residus nuclears. Les seves altres àrees de recerca són aplicacions per a isòtops en indústries, medicaments, agricultura, etc. El BARC gestiona diversos reactors de recerca a tot el país.

## Història del BARC
El 3 de gener de 1954, el Govern de l'Índia va crear l'Establiment d'Energia Atòmica Trombay (en anglès: Atomic Energy Establishment Trombay – AEET). Es va constituir la consolidació de tota l'activitat de recerca i desenvolupament de reactors i tecnologia nuclears sota la Comissió de l'Energia Atòmica (en anglès: Atomic Energy Commission). Tots els científics i enginyers dedicats al camp del disseny i desenvolupament de reactors, la instrumentació, la metal·lúrgia i la ciència dels materials, etc., van ser traslladats amb els seus respectius programes des de l'Institut Tata d'Investigació Fonamental (en anglès: Tata Institute of Fundamental Research – TIFR) a l'AEET, però mantenint al TFIR el seu objectiu original de la investigació fonamental en ciències. Després de la malaguanyada mort d'Homi Jehangir Bhabha el 1966, el centre fou rebatejat, el 22 de gener de 1967, com a Centre de Recerca Atòmica Bhabha. Tots els directors del BARC eren doctors altament qualificats en la seva disciplina i reconeguts internacionalment per la seva contribució acadèmica com a màxima representació que eren d'aquesta prestigiosa organització de recerca.
Els primers reactors del BARC i els seus centres afiliats de generació d'energia van ser importats d'occident. Els primers reactors de potència de l'Índia, instal·lats a la central atòmica de Tarapur eren dels Estats Units.
La principal importància del BARC és com a centre d'investigació. El BARC i el govern indi han mantingut constantment que els reactors només s'utilitzen per a aquest propòsit: Apsara, el reactor més antic de l'Índia (1956; nomenat pel llavors primer ministre de l'Índia, Jawaharlal Nehru quan va comparar la radiació de Txerenkov amb la bellesa de l'Apsara), CIRUS (1960; el "Reactor Canadà-Índia" amb assistència dels Estats Units), l'ara fora de servei Zerlina (1961) Purnima I (1972), Purnima II (1984), Dhruva (1985), Purnima III (1990) i Kamini.
El plutoni utilitzat a la prova nuclear Smiling Buddha de 1974 provenia del reactor CIRUS. La prova de 1974 (i les proves de 1998 que van seguir) van donar als científics indis el coneixement i la confiança tecnològica no només per desenvolupar combustible nuclear per als futurs reactors que s'utilitzessin en la generació d'energia i la investigació, sinó també la capacitat per transformar el mateix combustible en combustible del tipus armament que s'utilitza en el desenvolupament d'armes nuclears.
El BARC també va dissenyar i construir el primer reactor d'aigua pressuritzada a Kalpakkam, un prototip terrestre de 80MW de la unitat d'energia nuclear de l'INS Arihant i el reactor de propulsió d'Arihant.

## Índia i el TNP
L'Índia no forma part del tractat de no proliferació nuclear (TNP) i considera que s'afavoreix injustament les potències nuclears establertes i no es preveu un desarmament nuclear complet. Els dirigents indis van argumentar que la negativa de l'Índia a signar el tractat es derivava del seu caràcter fonamentalment discriminatori; el tractat imposa restriccions d'armes no nuclears als estats, però no impedeix la modernització i l'expansió dels seus arsenals nuclears.
Més recentment, l'Índia i els Estats Units van signar un acord per millorar la cooperació nuclear entre els dos països i perquè l'Índia participi en un consorci internacional d'investigació en fusió: ITER (Reactor Experimental Termonuclear Internacional).

## Recerca civil
El BARC també realitza investigacions en biotecnologia als Jardins Gamma, i ha desenvolupat nombroses varietats de cultiu resistents a les malalties i de gran rendiment, particularment les llavors. També realitza investigacions sobre magnetohidrodinàmica de metall líquid per a la generació d'energia.
El 4 de juny de 2005, amb l'objectiu de fomentar la investigació en ciències bàsiques, el BARC va crear l'Institut Nacional Homi Bhabha. Les institucions de recerca afiliades al BARC inclouen l'IGCAR (Indira Gandhi Centre d'Investigació Atòmica), el RRCAT (Raja Ramanna Center for Advanced Technology) i el VECC (Variable Energy Cyclotron Center).
Els projectes d'energia que s'han beneficiat de l'experiència del BARC però que formen part del NPCIL (Nuclear Power Corporation of India Limited) són el KAPP (Kakrapar Atomic Power Project), el RAPP (Rajasthan Atomic Power Project) i el TAPP (Tarapur Atomic Power Project).
El Centre de Recerca Atòmica Bhabha, a més del seu mandat de recerca nuclear, també fa recerca en altres àrees d'alta tecnologia com acceleradors, microns de raigs electrònics, disseny de materials, supercomputadors i visió informàtica entre d'altres. El BARC té departaments dedicats a aquests camps especialitzats. El BARC ha dissenyat i desenvolupat, per a ús propi, una infraestructura de supercomputadors: Anupam, que utilitza tecnologia d'última generació.